# Emil Breivik
Emil Breivik (Gossen, 2000. június 11. –) norvég korosztályos válogatott labdarúgó, a Molde középpályása.

## Pályafutása

### Klubcsapatokban
Breivik a norvégiai Gossen községben született. Az ifjúsági pályafutását a helyi Gossen csapatában kezdte, majd a Molde akadémiájánál folytatta.
2019-ben mutatkozott be a Molde első osztályban szereplő felnőtt keretében. A 2019-es  és 2020-as szezonban a Raufoss csapatát erősítette kölcsönben. A Molde színeiben először a 2021. május 16-ai, Brann ellen 4–0-ra megnyert mérkőzés 68. percében, Magnus Wolff Eikrem cseréjeként lépett pályára. Első gólját 2021. november 21-én, a Rosenborg ellen hazai pályán 4–1-es győzelemmel zárult találkozón szerezte meg.

### A válogatottban
Breivik 2021-ben debütált a norvég U21-es válogatottban. Először a 2021. november 16-ai, Azerbajdzsán ellen 2–1-es győzelemmel zárult U21-es EB-selejtező 72. percében, Sivert Mannsverket váltva lépett pályára.

## Statisztikák
2023. augusztus 2. szerint
| Klub     | Szezon   | Osztály     | Bajnokság | Bajnokság | Kupa  | Kupa | Nemzetközi | Nemzetközi | Összesen | Összesen |
| Klub     | Szezon   | Osztály     | Meccs     | Gól       | Meccs | Gól  | Meccs      | Gól        | Meccs    | Gól      |
| -------- | -------- | ----------- | --------- | --------- | ----- | ---- | ---------- | ---------- | -------- | -------- |
| Raufoss  | 2019     | OBOS-ligaen | 11        | 1         | 0     | 0    | —          | —          | 11       | 1        |
| Raufoss  | 2020     | OBOS-ligaen | 30        | 5         | —     | —    | —          | —          | 30       | 5        |
| Raufoss  | Összesen | Összesen    | 41        | 6         | 0     | 0    | 0          | 0          | 41       | 6        |
| Molde    | 2019     | Eliteserien | 0         | 0         | 2     | 0    | —          | —          | 2        | 0        |
| Molde    | 2020     | Eliteserien | 0         | 0         | 0     | 0    | 1          | 0          | 1        | 0        |
| Molde    | 2021     | Eliteserien | 20        | 1         | 5     | 0    | 4          | 0          | 29       | 1        |
| Molde    | 2022     | Eliteserien | 27        | 1         | 1     | 0    | 12         | 4          | 40       | 5        |
| Molde    | 2023     | Eliteserien | 17        | 6         | 6     | 3    | 2          | 0          | 23       | 9        |
| Molde    | Összesen | Összesen    | 64        | 8         | 14    | 3    | 19         | 4          | 97       | 15       |
| Összesen | Összesen | Összesen    | 105       | 14        | 14    | 3    | 19         | 4          | 138      | 21       |

## Sikerei, díjai
Molde
- Eliteserien
  - Bajnok (2): 2019, 2022
  - Ezüstérmes (2): 2020, 2021

- Norvég kupa
  - Győztes (1): 2021–22